# Vela als Jocs Olímpics d'estiu de 1900 - Classe oberta
La classe oberta o Concurs d'Honor va ser una de les proves de vela dels Jocs Olímpics de París de 1900. Hi van prendre part totes les embarcacions que havien participat en les altres proves d'aquestes olimpíades. Es va disputar el 20 de maig de 1900, amb la presència de 78 mariners, distribuïts en 43 embarcacions, en representació de 6 nacions.

## Medallistes
| Or                                               | Plata                                                                      | Bronze                              |
| Scotia Lorne Currie · John Gretton · Linton Hope | Aschenbrödel Georg Naue · Heinrich Peters · Ottokar Weise · Martin Wiesner | Turquoise E. Michelet · F. Michelet |

## Resultats
El dia de la cursa feia molt poc vent i com a conseqüència 36 de les 43 embarcacions no van poder finalitzar la cursa i dos més foren desqualificats després de la cursa per emprar altres maneres de propulsació diferents a la vela. Els 5 que van acabar la cursa legalment ho van fer després de més de 6 hores de competició.
| Posició | Embarcació     | Mariners                                                               | Nació         | Temps      |
| ------- | -------------- | ---------------------------------------------------------------------- | ------------- | ---------- |
| Or      | Scotia         | Lorne Currie John Gretton Linton Hope                                  | Regne Unit    | 5h 56' 17" |
| Plata   | Aschenbrödel   | Georg Naue Heinrich Peters Ottokar Weise Martin Wiesner                | Alemanya      | 5h 58' 17" |
| Bronze  | Turquoise      | E. Michelet F. Michelet                                                | França        | 6h 12' 12" |
| 4       | Fantlet        | Emile Sacré                                                            | França        | 7h 04' 08" |
| 5       | Pierre et Jean | Jean de Constant                                                       | França        | desconegut |
| —       | Marthe         | Auguste Albert Duval Charles Hugo François Vilamitjana                 | França        | DNF        |
| —       | Crabe II       | Jacques Baudrier Félix Marcotte William Martin Jules Valton            | França        | DNF        |
| —       | Ollé           | Frédéric Blanchy (FRA) William Exshaw (GBR) Jacques Le Lavasseur (FRA) | Equip mixt    | DNF        |
| —       | Sidi-Fekkar    | Pierre de Boulogne Jonet-Pastré Pottier                                | França        | DNF        |
| —       | Crocodile      | Jean Le Bret                                                           | França        | DNF        |
| —       | Sarcelle       | Gaston Cailleux Henri Monnot Léon Tellier                              | França        | DNF        |
| —       | Crabe I        | Jean de Chabannes                                                      | França        | DNF        |
| —       | Quand-Même     | Jean Charcot Robert Linzeler                                           | França        | DNF        |
| —       | Gwendoline     | de Cottignon Emile Jean-Fontaine Ferdinand Schlatter                   | França        | DNF        |
| —       | Tornade        | Paul Couture                                                           | França        | DNF        |
| —       | Hébé           | Maxime Desonches                                                       | França        | DNF        |
| —       | Mignon         | Auguste Donny                                                          | França        | DNF        |
| —       | Favorite       | Jacques Doucet Auguste Godinet Henri Mialaret Léon Susse               | França        | DNF        |
| —       | Gitana         | A. Dubois J. Dubois Maurice Gufflet Robert Gufflet Charles Guiraist    | França        | DNF        |
| —       | Galopin        | Dupland Letot                                                          | França        | DNF        |
| —       | Baby           | Pierre Gervais                                                         | França        | DNF        |
| —       | Fémur          | Gilardonifra                                                           | França        | DNF        |
| —       | Colette        | Albert Glandaz                                                         | França        | DNF        |
| —       | Mascotte       | Christoffel Hooijkaas Henricus Smulders Arie van der Velden            | Països Baixos | DNF        |
| —       | Amulet         | Eugène Laverne Henri Laverne                                           | França        | DNF        |
| —       | Alcyon         | Lecointre                                                              | França        | DNF        |
| —       | Suzon IV       | Legru                                                                  | França        | DNF        |
| —       | Mascaret       | Leroy                                                                  | França        | DNF        |
| —       | Frimousse      | H. MacHenry                                                            | Estats Units  | DNF        |
| —       | Gyp            | Henry Maingot                                                          | França        | DNF        |
| —       | Jeannette      | de Malartic                                                            | França        | DNF        |
| —       | Scamasaxe      | Marcel Meran                                                           | França        | DNF        |
| —       | Ducky          | Marcel Moisand                                                         | França        | DNF        |
| —       | Souriceau      | Maurice Monnot                                                         | França        | DNF        |
| —       | Marsouin       | Mousette                                                               | França        | DNF        |
| —       | Demi-Mondaine  | G. Pigeard                                                             | França        | DNF        |
| —       | Lérina         | Bernard de Pourtalès Hélène de Pourtalès Hermann de Pourtalès          | Suïssa        | DNF        |
| —       | Verveine       | Rosevelt                                                               | França        | DNF        |
| —       | Ariette        | Rossollin                                                              | França        | DNF        |
| —       | Freia          | Warenhorst                                                             | França        | DNF        |
| —       | Singy          | desconegut                                                             | Estats Units  | DNF        |
| —       | Carabinier     | Louis-Auguste Dormeuil                                                 | França        | DQ         |
| —       | Mamie          | Texier I Texier II                                                     | França        | DQ         |

DNF: No finalitza la cursa
DQ: Desqualificat